# بنكسية صولجانية
بنكسية صولجانية (الاسم العلمي: Banksia sceptrum) هي نوع نباتي يتبع جنس البنكسية من فصيلة البروطية.